# Христофор (Смирнов)
Епископ Христофор (в миру Феодор Алексеевич Смирнов; 8 [20] февраля 1842, Вёшки, Смоленская губерния — 1921, Вязьма, Смоленская губерния) — епископ Русской православной церкви, епископ Уфимский и Мензелинский. Духовный писатель. Магистр богословия.

## Биография
Родился 8 (20) февраля 1842 в Вёшках  в семье диакона Смоленской епархии. Первоначальное образование получил в Смоленской духовной семинарии (1865). В 1869 году окончил Киевскую духовную академию.
2 декабря 1870 года утверждён в степени магистра богословия.
С 30 января 1871 года — доцент Киевской духовной академии по археологии и Литургике. С 28 октября 1877 года — экстраординарный профессор.
27 марта 1883 года пострижен в монашество. 13 апреля рукоположен во иеродиакона, 14 апреля — во иеромонаха.
3 июня назначен ректором Тамбовской духовной семинарии, а 17 июля возведен в сан архимандрита.
13 июня 1885 года назначен ректором Вифанской духовной семинарии.
30 июля 1886 года назначен ректором Московской духовной академии.
25 мая 1887 года хиротонисан в Троице-Сергиевой Лавре во епископа Волоколамского, викария Московской епархии.
Стал первым ректором МДА в епископском сане. Оставил после себя ряд нерешённых проблем: профессура выражала своё недовольство тем, что деятельность прежнего ректора нарушала сложившуюся ранее атмосферу; студенчеству не уделялось должного внимания, что приводило к случаям аморального поведения.
19 декабря 1890 года уволен согласно прошению «по расстроенному здоровью» от звания викария и с должности ректора Московской духовной академии и назначен управляющим Воскресенским Ново-Иерусалимским монастырем. 24 января 1891 года вступил в управление Воскресенским монастырем. 9 сентября 1892 года при Воскресенском монастыре была открыта начальная школа грамотности. В феврале 1893 года постановлением Совета этого братства с согласия монастыря обращена в церковно-приходскую одноклассную с трехгодичным курсом школу на общем положении. В школе обучалось 50 мальчиков от 8 до 13 лет из бедного городского и окрестного крестьянского населения, законоучителем был иеромонах Василий. Ученики жили в надворном флигеле и находились на монастырском обеспечении.
19 декабря 1892 года назначен епископом Ковенским, викарием Литовской епархии.
6 июня 1897 года назначен епископом Екатеринбургским и Ирбитским.
29 марта 1900 года назначен епископом Каменец-Подольским.
26 ноября 1903 года назначен епископом Уфимским и Мензелинским.
17 октября 1908 года согласно прошению уволен на покой по болезни с местопребыванием в Вяземском Спасо-Предтеченском монастыре Смоленской епархии.
25 августа 1912 года на площади у Никитской церкви в ходе торжеств, во время которых был заложен памятник участникам боёв за Вязьму, епископ Христофор, живший в Вязьме на покое, окропил святой водой доску, положенную на фундамент.
Скончался в 1921 года в Вязьме (точной даты нет).

## Сочинения
- «Богослужение апостольского времени» // «Труды Киевской духовной академии». 1873. — № 4.
- «Апокалипсис, как литургический памятник апостольской эпохи» // «Труды Киевской духовной академии» 1874. — № 10.
- «Происхождение и литургический характер таинств» // «Труды Киевской духовной академии» 1874. — № 12, 1875. — № 1.
- «Богослужение христианское со времени апостола до IV века». Киев, 1876.
- «Учение древней церкви о Лице Господа Иисуса Христа». (До первого Вселенского собора). Тамбов, 1885.
- «К Божией Правде». Петроград.
- «Св. Афанасий сидящий, Патриарх Константинопольский» // «Русский Паломник» 1915. — № 38. — с. 604—605.
- «Древне-христианская иконография, как выражение древне-церковного веросознания». М. 1887. // «Православное обозрение» 1886.
- «Образ Иисуса Христа». М. 1887. «Творения Святых Отцев», 1886.
- «Жизнь Иисуса Христа в памятниках древне-христианской иконографии». М. 1887.
- «Иконография у дохристианских народов». М. 1887.
- «Происхождение и значение праздника Рождества Христова». Киев, 1887.
- «Общий взгляд на историю церковной иконографии».
- «Описание коллекции древних русских икон, приобретенных церковно-археологическим обществом для церковно-археологического музея при Киевской духовной академии в 1875 году покупкою у Московского почетного гражданина Сорокина». Вып. 1-й, Киев, 1883.
- «Гимн Климента Александрийского».
- «Два слова при освящении церквей». (Из «Литовских Епарх. Вед.» Вильно 1894 г.). «Церк. Вестн.» 1895. — № 37. — с. 1182.
- Поучение, сказанное в Шавельской градской церкви преосвященным Христофором, епископом Ковенским. 1894
- «Спасительный голос» // «Воскресный благовест». 1905. — № 10. — с. 1.
- «Совершишася» // «Воскресный благовест». 1905. — № 12. — с. 6.
- «Евхаристия» // «Воскресный благовест». 1905. — № 13. — с. 1.
- «О молитве» // «Воскресный благовест». 1905. — № 14. — с. 11.
- «Царство Христово» // «Воскресный благовест». 1905. — № 15. — с. 1.
- «Господи, кто верова слуху нашему» // «Воскресный благовест». 1905. — № 15. — с. 15.
- «Поминайте Воскресшего Господа» // «Воскресный благовест». 1905. — № 16. — с. 1.
- «Блажени не видевши и веровавше» // «Воскресный благовест». 1905. — № 17. — с. 1.
- «Беседа Иисуса Христа с женою Самарянкой» // «Воскресный благовест». 1905. — № 20. — с. 1.
- «Наше призвание» // «Воскресный благовест» 1905. — № 21. — с. 4.
- «О путях и судах Божиих» // «Воскресный благовест» 1905. — № 22. — с. 1.
- «Великое чудо» // «Воскресный благовест» 1905. — № 23. — с. 8.
- «Путь Христо» // «Воскресный благовест» 1905. — № 24. — с. 1.
- «Не отлучайтесь от Иерусалима» // «Воскресный благовест» 1905. — № 25. — с. 1.
- «Закон и благодать» // «Воскресный благовест» 1905. — № 26, с. 1.
- «Чадо света» // «Воскресный благовест» 1905. — № 27, с. 1.
- «О Церкви Христовой» // «Воскресный благовест» 1905. — № 28. — с. 10.
- «Преображение Господа и человеческая жизнь» // «Воскресный благовест» 1905. — № 31, с.1
- «Неверие — погибель народ» // «Воскресный благовест» 1905. — № 32. — с. 1.
- «Благодать Божия» // «Воскресный благовест» 1905. — № 35. — с. 1.
- «Начало христианских праздников» // «Воскресный благовест» 1905. — № 36. — с. 1.
- «Разумное служение» // «Воскресный благовест» 1905. — № 38. — с. 1.
- «Покров Пресвятыя Богородицы» // «Воскресный благовест» 1905. — № 39. — с. 1.
- «Бодрствуйте» // «Воскресный благовест» 1905. — № 39. — с. 13.
- «В чём счастье» // «Воскресный благовест» 1905. — № 41. — с. 1.
- «Прекраса неправды» // «Воскресный благовест» 1905. — № 44. — с. 1.
- «Об исполнении обязанностей» // «Воскресный благовест» 1905. — № 45. — с. 1.
- «На чём строить жизнь» // «Воскресный благовест» 1905. — № 46. — с. 1.
- «Мир с миром или со Христом» // «Воскресный благовест» 1905. — № 47. — с. 1.
- «Заветы узника» // «Воскресный благовест» 1905. — № 48. — с. 1.
- «Что сотворю?» (Слово в неделю 26-ю по Пятидесятнице) // «Воскресный благовест» 1905. — № 49. — с. 1.
- «На зов Божий» // «Воскресный благовест» 1905. — № 50. — с. 1.
- «С Богом ли мы?» (Слово в день Рождества Христова) // «Воскресный благовест» 1905. — № 52. — с. 1.
- * «Предостережение св. Иустина Философа» // «Русский Паломник» 1916.